# Julia Brice
Julia Brice, americana, surdocega, aos quatro anos e meio entrou para o asilo de surdos e mudos de Hartford, em 1825, tendo aprendido a comunicar por gestos (não há, no entanto, registo sobre aprendizagem de leitura e escrita).
Faz parte da história dos surdocegos, como uma das primeiras personagens surdocegas a receberem educação formal.